# Європейська асоціація археологів
Європейська асоціація археологів (англ. European Association of Archaeologists, EAA) — це некомерційна асоціація археологів та інших пов'язаних або зацікавлених осіб чи організацій у Європі та за її межами. Є найпотужнішою у Європі організацією фахових археологів.

## Історія
Асоціація була заснована у 1994 році на інавгураційній зустрічі в Любляні, де був офіційно затверджений статут організації, та визнана Радою Європи в 1999 році EAA має понад 11 000 членів із 60 країн світу, які працюють у давній, античній, середньовічній та історичній археології. EAA проводить щорічну конференцію та видає низку провідних європейських наукових видань з археології. Офіс асоціації знаходиться в місті Празі у Чехії.

### Реакція на війну Росії проти України
Після початку великого військового вторгнення Росії в Україну 24 лютого 2022 року Європейська асоціація археологів засудила дії російської та білоруської влади проти України та солідаризувалася з Україною.

## Місія
EAA встановлює професійні та етичні стандарти археологічної роботи через свій статут, кодекс практики, принципи поведінки для археологів за контрактом та кодекс практики для навчання на місцях. Спільноти EAA допомагають визначити важливі аспекти археологічної роботи через постійні обговорення та консультації з членами EAA на щорічних конференціях EAA. EAA також сприяє міжнародній співпраці через взаємодію з афілійованими організаціями. У 1999 році EAA отримала консультативний статус при Раді Європи, який у 2003 році був підвищений до статусу учасника.
Цілями EAA є:
- сприяти розвитку археологічних досліджень та обміну археологічною інформацією;
- сприяти управлінню та інтерпретації європейської археологічної спадщини;
- просувати належні етичні та наукові стандарти археологічної роботи;
- просувати інтереси професійних археологів у Європі;
- сприяти співпраці з іншими організаціями з подібними цілями.

## Управління
EAA керує виконавча рада, обрана дійсними членами асоціації. Виконавча рада складається з трьох або чотирьох посадових осіб (президента, майбутнього президента, скарбника та секретаря) та шести звичайних членів. Нинішнім президентом є угорська археолог Естер Банффі. Список колишніх президентів:
- Крістіан Крістіансен (1994—1998)
- Віллем Віллемс (1998—2003)
- Ентоні Хардінг (2003—2009)
- Фрідріх Лют (2009—2014)
- Феліпе Кріадо-Боадо (2014—2021)

## Нагороди
EAA присуджує нагороди та відзнаки відповідно до своїх цілей. До них входить премія Європейської археологічної спадщини, студентська премія EAA та почесне членство в EAA.

### Європейська премія археологічної спадщини
У 1999 році EAA заснувала премію Європейської археологічної спадщини. Незалежний комітет щорічно присуджує нагороду особі, установі, (місцевому чи регіональному) уряду або (європейському чи міжнародному) посадовцю чи органу за видатний внесок у захист та презентацію європейської археологічної спадщини.

### Студентська премія
Студентська премія була заснована у 2002 році і її щорічно присуджують за найкращу статтю, представлену на щорічній зустрічі EAA студентом або археологом, що працює над дисертацією.

## Щорічні зустрічі
Інавгураційна зустріч EAA відбулася в Любляні, Словенія, у вересні 1994 року. Офіційна перша щорічна зустріч відбулася у вересні 1995 року в Сантьяго-де-Компостела, Іспанія, й відтоді щорічна зустріч відбувається щороку. У таблиці нижче вказані місця та дати зустрічей.
|       | Любляна, Словенія          | 22–25 вересня 1994 р                          |
| 1-й   | Сантьяго де Компостела     | 20–25 вересня 1995 р                          |
| 2-й   | Рига, Латвія               | 25–29 вересня 1996 р                          |
| 3-й   | Равенна, Італія            | 24–28 вересня 1997 р                          |
| 4-й   | Гетеборг, Швеція           | 23–27 вересня 1998 р                          |
| 5-й   | Борнмут, Великобританія    | 14–19 вересня 1999 р                          |
| 6-й   | Лісабон, Португалія        | 12–17 вересня 2000 р                          |
| 7-й   | Есслінген, Німеччина       | 19–23 вересня 2001 р                          |
| 8-й   | Салоніки, Греція           | 24–28 вересня 2002 р                          |
| 9-й   | Санкт-Петербург, Росія     | 10–14 вересня 2003 р                          |
| 10-й  | Ліон, Франція              | 5–12 вересня 2004 р                           |
| 11-й  | Корк, Ірландія             | 5–11 вересня 2005 р                           |
| 12-й  | Краків, Польща             | 19–24 вересня 2005 р                          |
| 13-й  | Задар, Хорватія            | 18–23 вересня 2007 р                          |
| 14-й  | Ла Валлетта, Мальта        | 16–21 вересня 2008 р                          |
| 15-й  | Ріва-дель-Гарда, Італія    | 15–20 вересня 2009 р                          |
| 16-й  | Гаага, Нідерланди          | 1–5 вересня 2010 р                            |
| 17-й  | Осло, Норвегія             | 14–18 вересня 2011 р                          |
| 18-й  | Гельсінкі, Фінляндія       | 30 серпня–1 вересня 2012 р                    |
| 19-й  | Пльзень, Чехія             | 4–8 вересня 2013 р                            |
| 20-й  | Стамбул, Туреччина         | 10–14 вересня 2014 р                          |
| 21-й  | Глазго, Шотландія          | 2–5 вересня 2015 р                            |
| 22-й  | Вільнюс, Литва             | 31 серпня–4 вересня 2016 р                    |
| 23-й  | Маастрихт, Нідерланди      | 30 серпня–3 вересня 2017 р                    |
| 24-й  | Барселона, Іспанія         | 5–8 вересня 2018 р                            |
| 25-й  | Берн, Швейцарія            | 4–8 вересня 2019 р                            |
| 26-е  | Віртуальний, онлайн        | 26–30 серпня 2020 р                           |
| 27-й  | Кіль, Німеччина            | 8–11 вересня 2021 р                           |
| 28-е  | Будапешт, Угорщина         | 31 серпня–3 вересня 2022 р                    |
| *29-е | Белфаст, Північна Ірландія | 30 серпня–2 вересня або 6–9 вересня 2023 року |

## Видання
EAA публікує щоквартальний «Європейський археологічний журнал» (англ. European Journal of Archaeology, EJA), який спершу називався Журнал європейської археології (1993—1997), серію монографій «ТЕМИ В сучасній археології» (англ. THEMES In Contemporary Archaeology) та електронний інформаційний бюлетень «The European Archaeologist» («Європейський археолог», TEA).